# Машевский, Алексей Геннадьевич
Алексей Геннадьевич Машевский (род. 8 марта 1960, Ленинград) — русский поэт, эссеист и литературный критик, культуролог.

## Биография
Машевский Алексей Геннадьевич (род. 1960, Ленинград) — поэт, эссеист, литературный критик, культуролог. Член Союза российских писателей с 1991 г. Член сетевого сообщества «Российская культурология». По основному образованию — физик, в 1983 г. окончил Ленинградский электротехнический институт (ЛЭТИ) и семь лет работал в лаборатории Ж. И. Алферова в Физико-техническом институте АН СССР. С 1990 г. работал редактором отдела прозы, поэзии и публицистики в журнале «Искусство Ленинграда» (позже журнал «Арс») до его закрытия. Параллельно с 1991 г. вел литературные курсы в Некрасовском педагогическом колледже № 1 и литературную студию при Музее А. С. Пушкина (затем при Музее А. А. Ахматовой в Фонтанном доме, сейчас при Союзе писателей Санкт-Петербурга).
Публикуется с 1983 года. Автор более 150 работ, посвященных культурологии, истории и теории литературы, педагогике; рецензий, эссе, стихов, опубликованных в журналах «Новый Мир», «Знамя», «Нева», «Звезда», «Вопросы литературы», «Арион» и во многих других бумажных и сетевых периодических изданиях. Автор 9 поэтических сборников и книги эссе «В поисках реальности», посвященной проблемам становления европейской культуры.
Член жюри премии Русского Букера за 2015 г., лауреат ряда литературных премий (Премия журнала «Звезда» за лучшую публикацию 1999 г., премия Всемирного литературно-поэтического конкурса «Надежды Лира Золотая» (3 место) 2003 г.).
С 1996 года выступает с посвященными литературе, культурологии и художественной культуре публичными лекциями. В том числе, с уникальным, продолжающимся более 20 лет курсом «История русской поэзии». Все они широко представлены в Интернете (в частности, на портале Lektorium TV).
С 2001 года Алексей Машевский — главный редактор сетевого альманаха «Folio Verso», посвященного анализу тенденций в развитии художественной жизни Санкт-Петербурга, где наряду с художественными произведениями публикуются научные статьи, рецензии, материалы по культурологии и истории искусства. С 2014 года курирует образовательный проект «Нефиктивное образование».

## Творческий путь
Входил в поэтическое объединение, сложившееся в 70-е гг. вокруг Александра Кушнера, которое противопоставляло себя как официальной литературе, так и процветавшему тогда «самиздатскому» андеграунду. На формирование мировоззрения А. Г. Машеского определяющее влияние оказало знакомство в 1984 году с выдающимся литературоведом, автором философско-аналитических эссе, Л. Я. Гинзбург, ученицей  Юрия Тынянова, Следующей важной вехой стала работа над архивом философа-теолога Я. С. Друскина. А.Вергелис в рецензии на книгу эссе А.Машевского «В поисках реальности» замечал: «О поэтической генеалогии Алексея Машевского писалось и говорилось много. Справедливо назывались имена Анненского, Кузмина, Кушнера. Теперь появился повод перечислить тех, кто в значительной степени повлиял на формирование мировоззрения автора книги „В поисках реальности“. Прежде всего это литературовед Лидия Гинзбург, философы Мераб Мамардашвили и Яков Друскин. К слову, Машевскому принадлежит несомненная заслуга открытия философии Якова Друскина для широких читательских кругов. Не будет лишним упомянуть и о современном петербургском герменевте Сергее Чебанове, за изысканиями которого Алексей Машевский с интересом следит» (Александр Вергелис «Алексей Машевский. В поисках реальности», «Знамя», 2009, № 8).
Сам Алексей Машевский так формулирует свой взгляд на современный культурный и поэтический процесс: «Разделение культуры на авангардную и традиционную в настоящее время утратило свою актуальность. Постмодернизм, чья эстетика отрицает иерархичность искусства и по сути дела сводит художественную практику к дизайну, постепенно теряет свои позиции. Завершается огромный исторический этап становления европейской цивилизации, исчерпывается парадигма развития, заложенная еще в эпоху Ренессанса. Кое-кто путает окончание этой эпохи с окончанием истории, культуры вообще. Но движение продолжается. На смену ищущего формальной новизны, дряхлеющего искусства XX века идет искусство нового времени, главной заботой которого сделается смысл, истина как неотменимая категория всякого духовного поиска. Нам предстоит вернуться к истокам и заново осознать противоречивую, греховную и героическую природу человека — существа, пытающегося руководствоваться представлениями о добре и зле, о справедливости, о воздаянии в мире, где естественные физический и биологические процессы протекают по законам, не имеющим ничего общего с человеческой этикой и философией».

### Поэтика
Поэзия А.Машевского, прежде всего, интонационная (и в этом его ближайший предшественник, как отмечала критика, — И.Анненский). Метафорика, безусловно, ей также свойственна, но она не броская, явная, как, например, у О. Мандельштама. Стихотворения А.Машевского только кажутся «простыми», на самом деле, синтаксическое построение стихотворной фразы отличается значительной сложностью и инверсионностью, но при этом сохраняется замечательная легкость и пластичность стиха.
В целом поэзия А. Машевского — разворачивающийся от строки к строке процесс «думания» (именно «думания», провоцируемого конкретными жизненными поводами, а не отвлеченного размышления на ту или иную тему). Мнимая прямота высказывания в стихах поэта давала повод отдельным критикам обвинять его в некой «пафосности», но "… именно то, что Машевский не страшится патетики, не стыдится всерьез говорить о серьезных вещах (на том пошлейшем основании, что так теперь неуместно и не принято), и составляет сокровенную суть его поэтики. Эта внутренняя отвага представляется … наиболее драгоценной отличительной чертой поэта в нынешней разноголосице. Причем, что чрезвычайно важно, его позиция при этом принципиально антиромантична — это не кокетливое противостояние поэта и толпы, не постмодернистское противостояние поэта и толпы поэтов же, но нормальное героическое противостояние человека и рока (Виктор Куллэ «Внутренняя отвага», «Новый мир», 2006, № 6).

### Книги
Первая книга стихов А.Машевского «Летнее расписание» вышла в 1989, в ней отразилась характерная для кушнеровской школы поэзии непосредственная обращенность к повседневной реальности, интерес и внимание к бытовым и психологическим деталям: «До чего же банально все то, что сейчас происходит со мной». «Эту строку из первой книги Алексея Машевского „Летнее расписание“ (1989) можно было бы предпослать почти всем стихам этой книги. Нужна большая авторская смелость, чтобы заявить такую декларацию. Заявить и следовать ей. Поэт как бы вступает в спор с традиционным представлением о Поэзии, обращаясь в своем творчестве к бытовым, приземленным предметам и явлениям, отождествляя содержание своих стихов с содержанием прозы» (Иосиф Нелин «Возмужание таланта», «Звезда», 2001, № 3).
Спустя 4 года, в 1993 г. был издан следующий поэтический сборник А. Машевского «Две книги», объединивший под одной обложкой книги «Гость» и «Дни не для тебя». Один из рецензентов назвал «Две книги» лучшей стихотворной книгой 1993 года: «На мой взгляд, это лучшая стихотворная книга ушедшего года. Пугаться такого несвойственного отечественной критике безапелляционного утверждения вовсе не стоит: пишущий эти строки тайновидческими возможностями номинатора не отягощен — и, значит, никакая литературная премия Машевскому не грозит… И неудивительно. Потому что основное свойство стихов Машевского, которое я осторожно назову „аристократизмом“, находится в очевидном противоречии с ювенильно-спортивным менталитетом нашего века… На заре акмеизма Мандельштам связывал рождение нового литературного вкуса с „аристократической интимностью“, объединявшей людей Средневековья в заговоре „против пустоты и небытия“. Позиция Машевского кажется мне особенно актуальной на фоне модного „постмодернизма“, ибо „аристократический“ сюзерен этих стихов — Бог (безо всякой поповщины), а милость его — дар, делающий осмысленным человеческое существование» (Алексей Пурин «Воспоминания о Евтерпе: [ Статьи и эссе]» Urbi, Литературный альманах. Выпуск девятый. СПб.;Журнал «Звезда», 1996).
В 1997 вышла книга «Признания», о которой критик, сравнивая её с «Летним расписанием», отметил: «Книга зрелого поэта, вдумчивого, строгого к себе… Читатель снова встретит не то чтобы старые темы и образы, скорее привычные интонации, знакомую рефлексию. То, что раньше звучало в большей или меньшей степени декларативно, чуть ли не назойливо, приобрело глубину и доказательность» (Иосиф Нелин «Возмужание таланта», «Звезда», 2001, № 3).
О следующей книге стихов (фактически состоящей из двух самостоятельных книг) «Сны о Яблочном городе. Свидетельства», 2001 года Ирина Роднянская писала: "Она неотразимо значительна своей тягостной, ртутной насыщенностью болью — и рефлексией по поводу боли. Любовь, страна, чужбина — и надо всем смерть. И даже не «загадка зги загробной», от которой так импульсивно отмахнулся молодой Пастернак, — загадка как раз может способствовать поэтическому воздухоплаванию, — а смерть по сю сторону существованья, лишенное загадочности «бытие-к-смерти»… Сказать: «И нам с тобой когда-то предстоит / Родить пустое место, очищая / Путь тем, кто ждет, кто в очереди…» — можно с совершенно иной, примирительной, «пушкинской» интонацией. Но у Машевского звук — трагический, и в этот трагизм верится, что бывает так редко… Экзистенциальный ужас: жить, чтобы «родить пустоту», — настолько ощутителен и заразителен, что уже не помнишь, стихи ли это перед тобой, ловишь мрачную в её достоверности весть сквозь стихи. Оказывается, допустимо полусознательно черпать из прошлого стихотворства (из позднего Вяземского, например) или следовать интонационным очертаниям ближайшего учителя (Кушнера), допустимо довольствоваться силлаботоникой, то слегка переводя её в режим акцентного стиха, то впадая в «романс».., допустимо ограничиваться устоявшейся литературной лексикой — и при всем этом сообщать свое человеческое страдание и философскую мысль о нём так внятно и так настоятельно, как не удается поэтам с мгновенно узнаваемым голосом, с «фирменным» мелодическим рисунком. Все-таки загадка поэзии — никак не меньшая, чем зги загробной. (Ирина Роднянская, «Алексей Машевский. Сны о яблочном городе. Свидетельства. СПб., 2001»,"Новый мир", 2001, № 6).
Книга «Вне времени», 2003 г. — своеобразный философский и поэтический «манифест» А.Машевского. "Жизнь, за которую платишь жизнью, ибо никакой другой валютой природа нас не снабдила, — вот основная тема книги Алексея Машевского "Вне времени…. Книга «Вне времени» резко, обостренно, сфокусированно показывает нам наше именно время, преломленное поэтическим видением автора, — отмечал В.Русаков (В.Русаков «Золотой улов», «Новый мир», 2004, № 4). Елена Елагина весьма точно «расшифровала» и подробно проанализировала её экзистенциальную проблематику: «само название книги — „Вне времени“ — указывает на движение в давно выбранную поэтом сторону: от фальшивой, распадающейся, соблазняющей, но в конечном итоге обреченной на временность формы к подлинности неманифестируемого содержания, к выходу из времени, к существованию вне его. Вопрос: возможны ли такие состояния без специальных… стимуляций? Машевский отвечает со всей определённостью: да, возможны. Более того, все подлинное в этой жизни возможно только в этих одномоментных состояниях выхода. Причем выхода не только из времени, но и из себя, в дистанцировании от себя, когда только и является истина, существующая исключительно в состоянии „мерцания“. А если уж идти совсем до конца, то принцип „мерцания“ коснется и самого, казалось бы, незыблемого — веры. Вот почему каждый день, каким бы праведником ты ни был до этого, нужно начинать свой путь как бы с нуля, вновь и вновь обретая Бога. Все предыдущие заслуги не в счет. Счастье же — по Машевскому — не может длиться не только десятилетиями…, но и часами, если оно подлинное, так же как и ощущение достижения истины, — эти уколы (прозрения, откровения) моментны, их невозможно удержать и невозможно по желанию — или волевым натренированным усилием — повторить» (Елена Елагина "Стереоскопическое зрение Алексея Машевского. СПб., журнал «Нева», № 6, 2004). Говоря о поэтическом мастерстве автора, Е. Незглядова отметила, что стихи в этой книге «…производят серьезное впечатление. Они чисты, свободны от фальши, умны (такие принято называть философскими) и воспитанны, то есть твердо опираются на традицию» (Елена Невзглядова «Заметки о петербургской поэзии», «Арион», 2004, № 3).
О шестой книге А.Машевского «Пространства и места» (2005 г.) Н.Орелкина писала: «…это эволюция сознания, его изменения в движении от двадцати к сорока, круговорот времени и событий, затягивающий не только мир человеческий, но и то, что выше, и то, что ниже его, — всю Вселенную» (Надежда Орелкина, «Знамя», 2006, № 10).
В 2009 г. вышла книга эссе «В поисках реальности», которая, несмотря на скромный тираж в 500 экземпляров, получила значимый отклик. «Настоящая книга, которую автор удачно определяет как „опыт думанья“, представляет собой нечленимый поток размышлений, где „публичные“ тексты (например, очерки о М. Кузмине, о Павле Мейлахсе) обрастают „домашними“ постскриптумами, а те, в свою очередь, рождают новые приступы к лекционной и печатной работе… Ясное дело, волнения воистину мыслящего тростника равно далеки и от того, чем заняты профессиональные философы в нашу „эпоху безумного усложнения рефлектирующего языка“, и от того, что будоражит потребителя „актуальной“ словесной продукции. Но найдутся же полтысячи-тысяча человек, которые заодно с автором озабочены тем, чтобы в современном бытии вычленить „область подлинности“, „отличимой от мириад фантомных миров“. Они-то прочитают (или уже прочитали) книгу Машевского» (И.Роднянская, «Алексей Машевский. В поисках реальности». «Новый Мир», 2009, № 12).
«Редчайшее, почти забытое чувство значительной современной книги. Вот сейчас, на твоих глазах, вот в этом году появилась — значительная книга… Здесь собраны статьи, заметки, дневниковые записи… Удавшаяся книга („КНИГА“) — тигель, в котором разнородные элементы образуют новый, до сих пор не существовавший сплав» (Алексей Макушинский "Прицип подлинности. О книге Алексея Машевского «В поисках реальности», Форум новейшей восточноевропейской истории и культуры — Русское издание № 1, 2009).
И А.Вергелис, и А. Макушинский указывают, что «В поисках реальности» означает фактически «В поисках подлинности». «Подлинность» — ключевое слово в глоссарии Машевского. "Ее приходится искать в век, когда «сомнению подвергается наличие самой реальности или, во всяком случае, наша способность обнаружить ее кардинальное отличие от виртуальных вселенных, порождаемых фантазией самоутверждающихся индивидов» (Александр Вергелис «Алексей Машевский. В поисках реальности», «Знамя», 2009, № 8).
Через год после книги эссе «В поисках реальности» вышла седьмая поэтическая книга «Древо желаний», в 2017 появилась восьмая книга «Живое», в 2020 – девятая – «Вспоминая настоящее».

## Педагогическая и просветительская деятельность

### Педагогическая деятельность
Более двадцати лет А.Машевский преподавал литературу в Некрасовском педагогическом колледже, принимал участие в большом количестве педагогических конференций, является автором ряда статей по педагогической проблематике.
Кризисные явления в российском образовании вынудили Машевского и его единомышленников искать альтернативные формы педагогической деятельности. Так родился проект «Нефиктивное образование»: «Его цель — помочь тем, кто чувствует фрагментарность современных образовательных подходов и хочет понимать, кто он и зачем он (с учетом, что такое понимание возможно только в контексте смыслов, которые несет в себе мировая культура)».

### Литературная студия
С начала 90-х годов Машевский А. Г. ведет в Санкт-Петербурге Литературную студию. «Литературное объединение Алексея Машевского — одно из старейших… ЛИТО Петербурга. Студия дала „путевку в жизнь“ многим литераторам, отмеченным не только публикациями в „толстых“ журналах, книгами стихов и прозы, членством в творческих союзах, но и литературными премиями. Поэты из постоянного состава ЛИТО являются представителями течения, которое может называться „петербургской школой“ или школой „петербургской ноты“» (А.Вергелис. Мастерская поэзии. «Аврора», 2015, № 15). «Он подсказал каждому путь к себе… Для кого-то литобъединение послужило трамплином для прыжка в Поэзию. Для большинства из нашего ЛИТО — это „песочница“, в которой мы росли, формировались, и в итоге обрели своё первое профессиональное братство» (К.Грозная «Трамплин, „песочница“ — или особый воздух?». «Аврора», 2015, № 15).

### Просветительская деятельность
А.Машевский активно занимается просветительской деятельностью, которая является своеобразным продолжением его духовных и культурологических поисков. С 1996 года читает лекции для вольнослушателей по истории мировой литературы и культуры в СПбГУ, в арт-пространстве KOKON Space, в Образовательном центре «Дом Бенуа», Библиотеке им. М. Ю. Лермонтова и других площадках Петербурга.
Он является автором лекционного цикла «Золотые имена мировой литературы» (Музей Анны Ахматовой в Фонтанном Доме в 2010—2013 гг.) и многолетних оригинальных курсов, продолжающихся по сей день: самого полного курса по истории русской поэзии (читается на протяжении 20 лет, с 1996 г.), курса «История цивилизаций в контексте трансформаций человеческого менталитета» (СПбГУ, Менделеевская аудитория), курса «История европейской культуры от Большого взрыва до наших дней», «Краткая история русской поэзии XVIII—XX вв.» (в пространстве «Клаб хауз» на Петроградской). Лекционно-просветительская деятельность А.Машевского не ограничивается только выступлениями в аудиториях. Он расширяет «географию» своих курсов, совершая «путешествия-исследования» по местам, связанным с судьбой русских поэтов (И.Анненский, Г. Державин, Е.Баратынский, А. Пушкин, К.Батюшков и др.), а также организуя своеобразные выездные семинары к истокам русской и мировой культуры (в Грецию, Рим, Флоренцию, Сиену, Венецию, Мадрид и др.).

### Книги
- Машевский А. Г. Летнее расписание. Л.: Советский писатель: Ленинградское отделение, 1989 — ISBN 5-265-00727-X
- Машевский А. Г. Две книги. — СПб., 1993
- Машевский А. Г. Признания. СПб.: «Арсис», 1997 — ISBN 5-85789-019-5
- Машевский А. Г. Сны о яблочном городе/Свидетельства. — СПб.: «Urbi», 2001; 1997
- Машевский А. Г. Вне времени. — СПб.: «Urbi», 2003; 1997
- Машевский А. Г. Пространства и места. Избранное. — СПб.: «Файнстрит», 2005; 1997
- Машевский А. Г. В поисках реальности. — СПб.: «Коста», 2008; 1997 — ISBN 5912580687
- Машевский А. Г. Древо желаний. — СПб.: «Коста», 2010; 1997 — ISBN 978-5-91258-131-1
- Машевский А. Г. Живое. — СПб.: «Коста», 2017; 1997 — ISBN 978-5-91258-164-3
- Машевский А. Г. Вспоминая настоящее. — СПб.: «Коста», 2020; 1997 — ISBN 978-5-91258-441-1

### Эссе, статьи, рецензии, тезисы выступлений
1. Машевский А. Г. Исцеляющая живопись. Литератор № 27, август 1990.
2. Машевский А. Г. Если проза, то какая? (О повести Валерии Нарбиковой «Около эколо»)/ Звезда, 1991. № 3, С. 176—180.
3. Машевский А. Г. Прерванный диалог (воспоминания о Л. Я. Гинзбург). Нева, 1991. № 8.
4. Машевский А. Г. В ситуации сороконожки (О постмодернизме)// Новый мир, 1992. № 7. С. 228—232.
5. Машевский А. Г. Все, все, что гибелью грозит… Бездна (тематический выпуск журнала Арс), 1992. С. 5-6.
6. Машевский А. Г. Послесловие к публикации произведений Я. С. Друскина// Новый мир. 1993. № 4. 26.
7. Машевский А. Г., Пурин А. А. Письма по телефону или Поэзия на закате столетия// Новый мир, 1994. № 7. С. 198—214.
8. Машевский А. Г. «О литературном процессе» и литературе в свете принципов и критериев// Вопросы литературы, 1994, вып. 3. С. 314—328.
9. Машевский А. Г. Второе грехопадение Адама// Речитатив, 1995. № 1. С. 13-24.
10. Машевский А. Г. Бродский и Кушнер// Невский альбом (журнал петербургской поэзии), 1996. № 1. С. 18-27.
11. Машевский А. Г. Мы виноваты// Демократический выбор в Санкт-Петербурге № 36 (112), сентябрь 1998. С. 4.
12. Машевский А. Г. «Нас возвышающий обман». Звезда, 1999. № 6.
13. Машевский А. Г., Пурин А. А. Невская перспектива. Вопросы литературы, 1999. Май-июнь. С. 119.
14. Машевский А. Г. Звучащий смысл. Новый мир. 1999. № 8. (рецензия на книгу Елены Невзглядовой «Звук и смысл»).
15. Машевский А. Г. Елена Елагина. Нарушение симметрии// Знамя, 2000. № 2.
16. Машевский А. Г. Человек в поле культуры// Некрасовские педагогические чтения «Образование личности» (тезисы конференции). СПб., 2000. С56-58.
17. Машевский А. Г. «Подай Фелица наставленье…»// Вопросы литературы. 2000. № 2 (март-апрель). С. 198—215.
18. Машевский А. Г. Из разговора с И. Н. Зисманом// Иосиф Натанович Зисман. Каталог выставки (Музей Ахматовой в Фонтанном доме. Сентябрь 2000 г.) СПб., 2000.С. 20-22.
19. Машевский А. Г. «Какие сны в том самом сне приснятся…»// Звезда, 2000. № 8.
20. Машевский А. Г. Полнота высказывания// Новый мир, 2000. № 11. С. 214. (рецензия на книгу А. Кушнера «Летучая гряда»).
21. Машевский А. Г. Парадоксы Крылова// Литературное приложение к газете «1 сентября», 2001. № 19.
22. Машевский А. Г. Миф Батюшкова// Литературное приложение к газете «1 сентября», 2001. № 28.
23. Машевский А. Г. Элегии Жуковского// Литературное приложение к газете «1 сентября», 2001. № 30.
24. Машевский А. Г. Авангардизм традиционности// Новый мир, 2001. № 9. (рецензия на книгу Юрия Колкера «Ветилуя»).
25. Машевский А. Г. Последний советский поэт (о поэзии Бориса Рыжего)// Новый мир, 2001. № 12.
26. Машевский А. Г. Державин// Литература, 2002. № 11
27. Машевский А. Г. Преодоление прозы? (Читая Л. Я. Гинзбург) // Звезда, 2002. № 3.
28. Машевский А. Г. Мысль, разомкнувшая круг (воспоминания о Л. Я. Гинзбург)// Новый мир, 2002. № 3.
29. Машевский А. Г. Баратынский// Литература, 2002. № 14.
30. Машевский А. Г. Лидия Гинзбург: записные книжки, воспоминания, эссе (рецензия на книгу)/ Правое дело № 13 (31) 29 марта — 4 апреля 2002.
31. Машевский А. Г. Избранник или отступник? (О книге Павла Мейлахса «Избранник») / Правое дело № 15-16 (33-34) 12 — 18 апреля 2002.
32. Машевский А. Г. Выставка Натальи Гончаровой в Русском музее/ Правое дело № 20 (38) 17 — 23 мая 2002.
33. Машевский А. Г. Карамзин-поэт// Литература, № 20 (443). 23-31 мая 2002.
34. Машевский А. Г. Плоть, ставшая словом (рецензия на книгу А. Пурина «Новые стихотворения»)// Новый мир, 2002. № 6.
35. Машевский А. Г. В мастерской художника Владимира Паршикова// Правое дело № 36 (54) 6 — 12 сентября 2002.
36. Машевский А. Г. Крах индивидуализма, или Конец великой новизны// Звезда, 2002. № 8, С.227.
37. Машевский А. Г. Литературоведение как художество (о книге С. Лурье «Успехи ясновидения»)// Правое дело № 42 (60) 18 — 24 октября 2002.
38. Машевский А. Г. Цикл «О погоде» Н. А. Некрасова// Литература, № 40 (463). 23-31 октября 2002.
39. Машевский А. Г. «Святые шестедисятые»// Правое дело № 47 (65) 22 — 28 ноября 2002.
40. Машевский А. Г. Опыт думанья/ Новый мир, 2002. № 11. (Рецензия на книгу Ст. Юрьева «Похищение Европы»).
41. Машевский А. «Русский мир»// Правое дело № 50 (68) 20 — 26 декабря 2002.
42. Машевский А. Г. Кому от ума горе? // Литература, № 11 (482). 16-22 марта 2003.
43. Машевский А. Г. «О промысл пчельных хоботков!..» (к 300-летию В. К. Тредиаковского)// Литература, № 14 (485). 8-15 апреля 2003.
44. Машевский А. Г. Юбилей поэта в юбилейный год города (о конференции к 100-летию Н. А. Заболоцкого)// Правое дело № 19-20 (89-90) 16 — 22 мая 2003.
45. Машевский А. Г. Почему не удалось перезагрузить «Матрицу»// Правое дело № 23 (93) 13 — 20 июня 2003.
46. Машевский А. Г. «Вот потому, потому и нужны…» (рецензия на книгу И. Дуды «Разлинованная тетрадь. Фрагменты» // Правое дело № 28 (98) 11 — 17 июля 2003.
47. Машевский А. Г. Тютчев, юбилейный и полный // Правое дело № 31 (101) 2 — 8 августа 2003.
48. Машевский А. Г. Нужна ли стихам рифма?// Правое дело-2, 2003.
49. Машевский А. Г. О «чужести» и нежности (рецензия на книгу Дмитрия Бураго «Чужое столетие»)// Правое дело-3, 2003.
50. Машевский А. Г. «Я и ты в „Теоцентрической антропологии“ Якова Друскина/ Памяти Павла Флоренского: Философия. Музыка: Сб. статей к 120-летию со дня рождения о. Павла (1882—2002) / Отв. ред. С. М. Сигитов. Изд. „Дмитрий Буланин“. СПб., 2002 (м.б. 2003). С. 107—112.
51. Машевский А. Г. Что делать во время вавилонского столпотворения?// Правое дело-8, 2003.
52. Машевский А. Г. О дадаизме „Столбцов“ Заболоцкого// Николай Заболоцкий и его литературное окружение. СПб., 2003. С.133-142.
53. Машевский А. Г. Уроки царя Эдипа. // Литература, № 45 (516). 1-7 декабря 2003.
54. Машевский А. Г. В ожидании свидетельства/ Звезда, 2003, № 12.
55. Машевский А. Г. Поэты пушкинской поры (Давыдов, Языков, Дельвиг, Вяземский)// Литература, № 2 (521) 8-15 января 2004.
56. Машевский А. Г. Об антропологии веры// Христианство и мировая культура. Материалы конференции „Санкт-петербургские христианские чтения“ 21 мая 2004 г. СПб., 2004. С. 61-68.
57. Машевский А. Г. Об истине и культурном плюрализме// Международные чтения по теории, истории и философии культуры № 20. Дифференциация и интеграция мировоззрений: экзистенциальный и исторический опыт. СПб., 2004.
58. Машевский А. Г. Открытия Пушкина// Литература № 40 (559) 23-31.10.2004
59. Машевский А. Г. О расчеловечивании// Звезда, 2004, № 12.
60. Машевский А. Г. Чинари// Междуречье (Харьков — Санкт-Петербург) — литературно-художественный альманах. Харьков-Корк. 2004.
61. Машевский А. Г. Маленькое эссе об Ахматовой.// Литература, 2005, № 6 (16-31 марта).
62. Машевский А. Г. Алексей Жемчужников// Литература, 2005, № 7 (1-15 апреля).
63. Машевский А. Г. История продолжается// Орион 2005, № 3.
64. Машевский А. Г. О духовности и её типах (тезисы доклада) // Первый Российский культурологический конгресс. Программа. Тезисы докладов. СПб., 2006. С. 144.
65. Машевский А. Г. Наши маленькие трагедии// Нева № 6, 2008.
66. Машевский А. Г. Кто знает путь зерна и Провиденья (рецензия на книгу Елены Елагиной „Островитяне“// Новый мир, № 11. 2008.
67. Машевский А. Г. Традиция задает поле смыслового диалога (интервью Елене Елагиной)// Час Пик № 27 (544), 15.07.2008
68. Машевский А. Г. В культуре, как и у Бога, все живы (интервью Елене Елагиной)// Новая демократия. Харьков. № 32 (145)-33(146), 2008.
69. Машевский А. Г. Базовые ценности в процессах эволюции и деволюции (интервью Елене Елагиной)// Север. Петрозаводск. № 11+12, 2008.
70. Машевский А. Г. Наукоцентризм и культуроцентризм в современном образовании// Сетевое периодическое издание „Пионер“. 2010.
71. Машевский А. Г. В соседнем доме может жить Пушкин, но кто об этом узнает?// Интервью в газете Санкт-Петербургские ведомости, 27.10.10
72. Машевский А. Г. Проблема духовно-нравственного развития учащихся с точки зрения содержания понятий „нравственность“ и „духовность“ // XV Некрасовские педагогические чтения „Воспитание современного специалиста в контексте ФГОС“: Материалы региональной научно-практической педагогической конференции. СПб., ООО Ленгвистический центр „Тайкун“, 2012.
73. Машевский А. Г. „Духовность“ и „нравственность“ (что и как развивать в соответствии с программой духовно-нравственного развития младших школьников?) // Сетевое периодическое издание „Пионер“. 2012.
74. Машевский А. Г. „Гамлет“ Шекспира. // Нева, № 4. 2012.
75. Машевский А. Г. „И в наши дни есть и Брюллов, и Пушкин, но никто об этом не знает“// Культура Алтайского края, № 3 (11), 2013. 151.
76. Машевский А. Г. „Золотая середина“ Горация и принцип дополнительности (к вопросу о неклассичности классики). Нева, № 3. 2014
77. Машевский А. Г. Ода Державина „На смерть князя Мещерского“ как опыт осмысления смерти//Нева. № 7, 2014.

### Основные рецензии на книги и произведения Машевского А. Г.
1. Роднянская И. Назад — к Орфею! //Новый мир, № 3, 1988[1].
2. Пурин А. Алексей Машевский. Две книги [рецензия]// Нева, 1994, № 1.
3. Барзах А. Текстофразы. „Новый мир“, 1997, № 3[2].
4. Бломберг С. „Пропасть белого листа“, Сетевая словесность.
5. Роднянская И. Алексей Машевский. Сны о яблочном городе. Свидетельства. СПб., 2001»,"Новый мир", 2001, № 6, рубрика «Книжная полка Ирины Роднянской»[3].
6. Елагина Е. Стереоскопическое зрение Алексея Машевского// Нева № 6. 2004[4].
7. Русаков В. Золотой улов (о книге Алексея Машевского «Вне времени»)// Новый мир № 4. 2004[5].
8. Куллэ В. Внутренняя отвага (об избранном Алексея Машевского «Пространства и места»)// Новый мир, 2006, № 6[6].
9. Орелкина Н. Алексей Машевский. Пространства и места. //Знамя № 6, 2006[7]
10. Роднянская И. Алексей Машевский. В поисках реальности. СПб., издательско-полиграфическая компания «Коста», 2008, 432 стр. «Новый Мир», 2009, № 12, рубрика «Книжная полка Ирины Роднянской».
11. Вергелис А. Из Катакомб (Алексей Машевский «В поисках реальности»// Знамя № 8, 2009[8].
12. Макушинский А. Принцип подлинности. О книге А. Машевского «В поисках реальности»// Слово\Word № 62, 2009.
13. Невзглядова Е. Заметки о петербургской поэзии.// Арион № 3, 2014.
14. Вергелис А. Живое и мертвое. Александр Леонтьев. «Пределы»; Алексей Машевский. «Живое»; Алексей Пурин. «Седьмая книга». — Волга, № 5-6, 2017